# Рокка-Калашио (замок)
Рокка-Калашио (итал. Castello di Rocca Calascio) — средневековый замок в деревне Рокка-Калашио, в коммуне Калашо, в провинции Л’Акуила, в регионе Абруцци, Италия. Крепость находится на высоте 1 464 метров над уровнем моря. По этому показателю она является самой высокогорной в Италии.

## История

### Ранний период
Основание замка связывают с именем короля Рожер II Сицилийского. Скорее всего именно он стал инициатором строительства крепости в этом месте после нормандского завоевания Южной Италии 1140 года. Однако первый исторический документ, в котором упоминается это имя, датирован 1239 годом. А первый документ, подтверждающий его присутствие в регионе Абруццо, относится и вовсе к 1380 году. Но не вызывает сомнений, что в XII веке крепость уже существовала. Причём она была построена в стиле нормандской архитектуры.
Некоторые источники полагают, что замок могли возвести на остатках ранее существовавшего укрепления древнеримского происхождения. Рокка-Калашио являлся важной составляющей в сложную системе оборонительных сооружений, которые контролировали регион долины Абруццо. Из-за своей близости к обширному плато Кампо Императоре замок играл важную роль для охраны маршрутов отгонного животноводства.
На протяжении веков замком владели самые разные влиятельные семьи. В частности Пальяра, Колонна, Челано, Кальдора, Аккроччиамуро, Пикколомини Тодескини, Дель Пеццо (дворянский род), Каттанео, Медичи и даже Бурбоны. Иногда уступка замка происходила мирным путём, иногда — военным. Свой нынешний вид комплекс Рокка-Калашио приобрёл после 1463 году, когда с позволения Фердинанда I Неаполитанского замок перешёл к Антонио Тодескини из семьи Пикколомини. Он отдал приказ о строительстве мощных каменных стен и четырёх круглых башен с зубчатыми краями в гибеллинском стиле.

### XVIII век
В 1703 году произошло сильное землетрясение. Деревня, расположенная у подножья замка оказалась почти полностью разрушенной, а крепость получила серьёзные повреждения. Так как замок к тому времени утратил своё стратегическое значение, то его не стали ремонтировать. В последующие десятилетия замок оказался полностью заброшен и постепенно превратился в руины.

### XX век

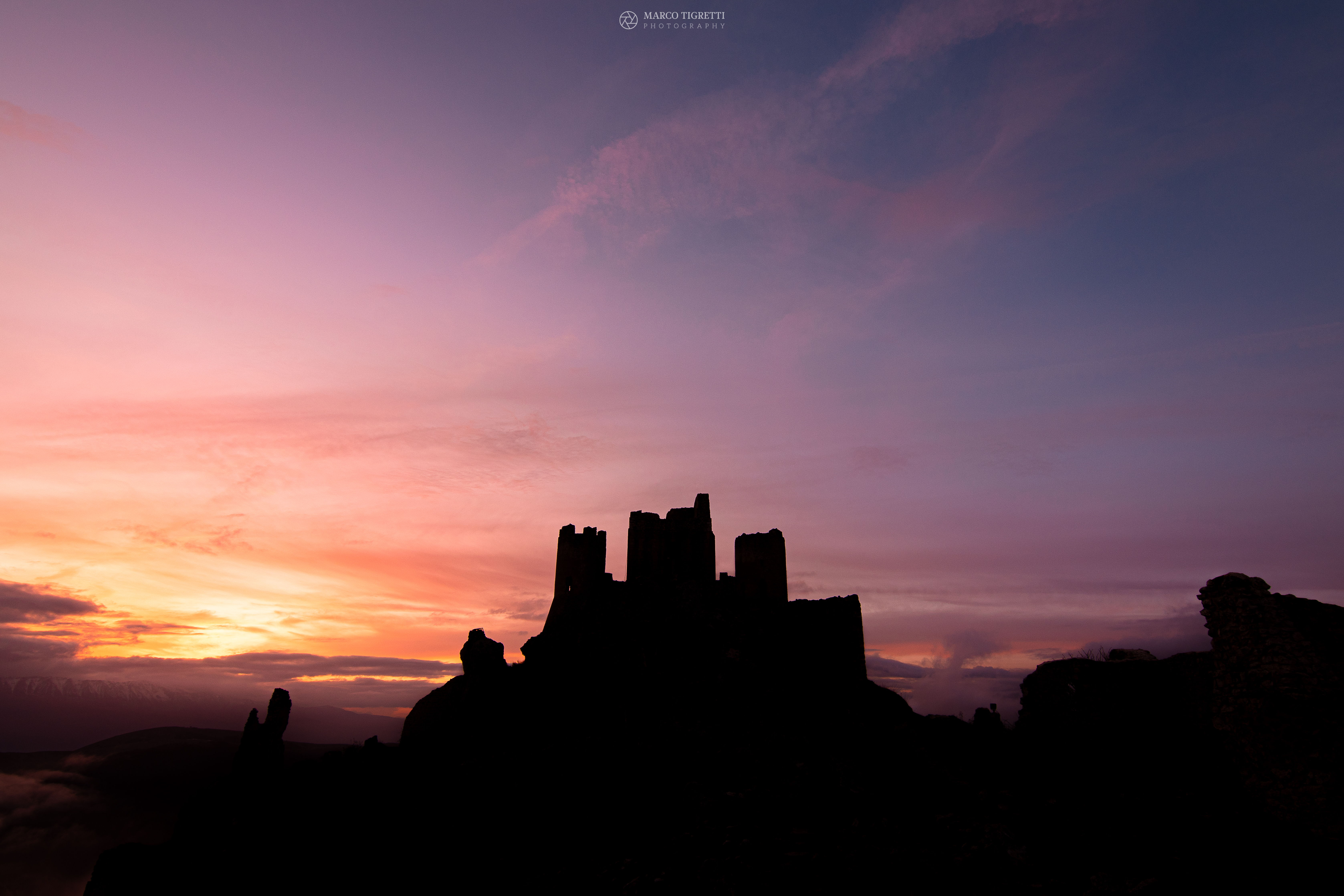
Вид замка на закате

Лишь после завершения Второй мировой войны местные власти озадачились привлечением в регионе туристов. Поэтому было принято решение о консервации руин замка. С 1957 году начались проводится регулярные работы по ремонту и частичной реставрации комплекса. Восстановительным работам также способствовал интерес кинематографистов к живописной крепости. Благодаря этому были даже восстановлены некоторые дома в деревне.

## Описание
Замок Рокка Калашио расположен на гребне южного хребта массива Гран-Сассо-д’Италия. Место было стратегически важным: между плато Кампо Императоре на севере, плато Навелли на юго-западе и долиной Тирино на юго-востоке. Крепость была одной из важнейших в регионе Абруццо. Одновременно замок являлся важным наблюдательным пунктов. С помощью специальных сигналов через близлежащие замки можно было подавать сигнал о приближении врага с востока вплоть до населённых пунктов на берегах Адриатического моря.
Сооружение сложено целиком из местного белого камня, предварительно отёсанного до формы прямоугольных блоков. Основной замок имеет в основании форму квадрата. Прямые стены усилены четырьмя мощными круглыми башнями. От основания к середине они имеют сильный скос, затем кладка становится строго вертикальной. В центре находится цитадель. Ранее там был бергфрид (высокая башня). Попасть в замок можно было через единственные ворота в восточной стене. Причём ворота находятся на высоте около пяти метров от земли. Ранее перед ними располагался подъёмный мост. В настоящее время он заменён стационарным.
В период с 1986 по 1989 год в замке была проведена серия работ по консервации стен и башен для предотвращения их разрушения. 

## Современное использование
Замок отрыт для посетителей. Внутрь можно пройти бесплатно по небольшому мостику. С высоты крепости открываются живописные виды долины и гор. На севре хорошо просматриваются главные вершины Гран-Сассо д'Италия (Корно-Гранде, Пиццо-Чефалоне, Монте-Прена, Монте-Бандьера, Монте-Больца, Монте-Руцца), на юго-востоке хорошо просматривается горный массив Маелла, на юго-западе — Сиренте-Велино. В хорошую погоду видны долины Навелли и Тирино.

## Замок в массовой культуре
Начиная с восьмидесятых годов XX века район Аквила Гран-Сассо д'Италия активно осваивался кинематографистами. 
- Окрестности крепости служили фоном в сценах фильма «Мои друзья – 2[итал.]» (1982) режиссёра Марио Моничелли.
- Замок появляется в некоторых кадрах художественного фильма «Леди-ястреб» (1985 год) режиссёра Ричарда Доннера.
- Некоторые эпизоды известной кинокартины «Имя розы» (1986 год) режиссёра Жан-Жака Анно снимались в Рокка-Калашио.
- Здесь снималась комедия «Путешествие невесты[итал.]» (1997 год) режиссёра Серджо Рубини.
- Уже в XXI веке крепость пригодилась для съёмок картины «Горизонт событий» (2005 год), режиссёра Даниэля Викари[итал.].
- Крепость видна в некоторых сценах фильма «Американец» (2010 год) режиссёра Антона Корбейна.

Рокка-Калашио был также местом съемок некоторых телесериалов
- «Спрут 7» (Италия, 1995) [7]
- «Падре Пий. Между небом и землей[итал.]», (Италия, 2006).

В 2019 году журнал National Geographic включил замок в список 15 самых красивых в мире.

## Галерея

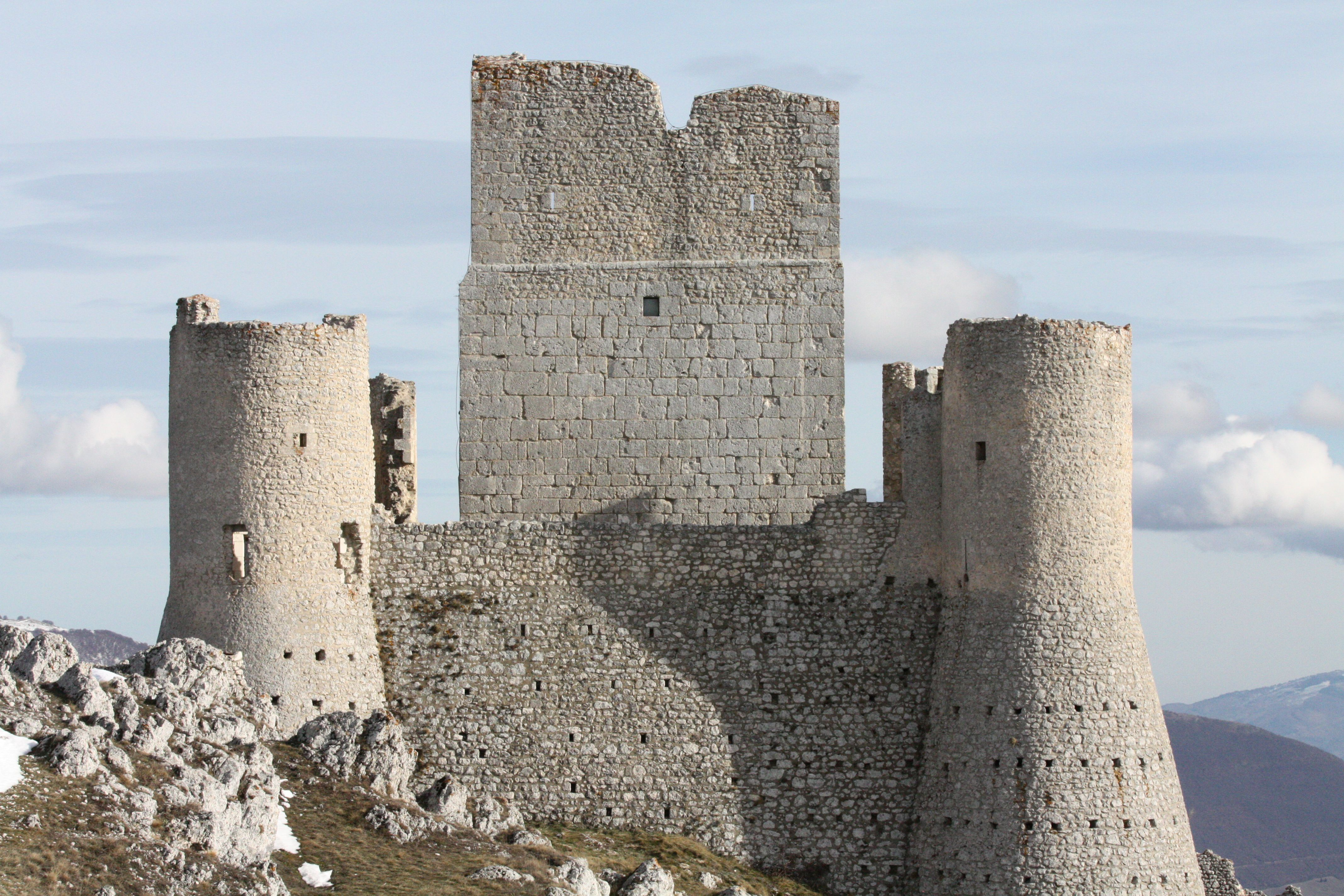
Вид замка вблизи
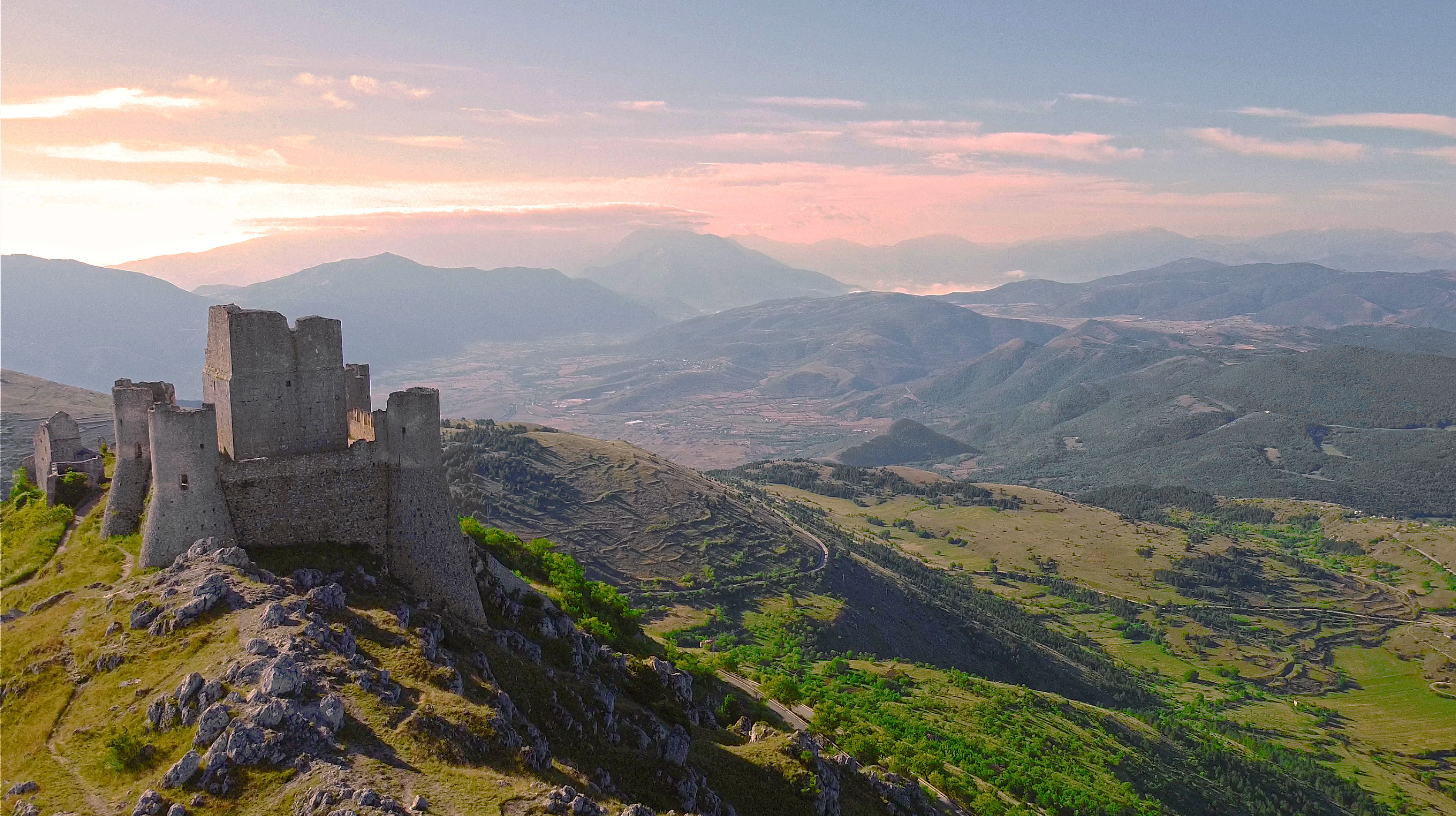
Замок с высоты птичьего полёта
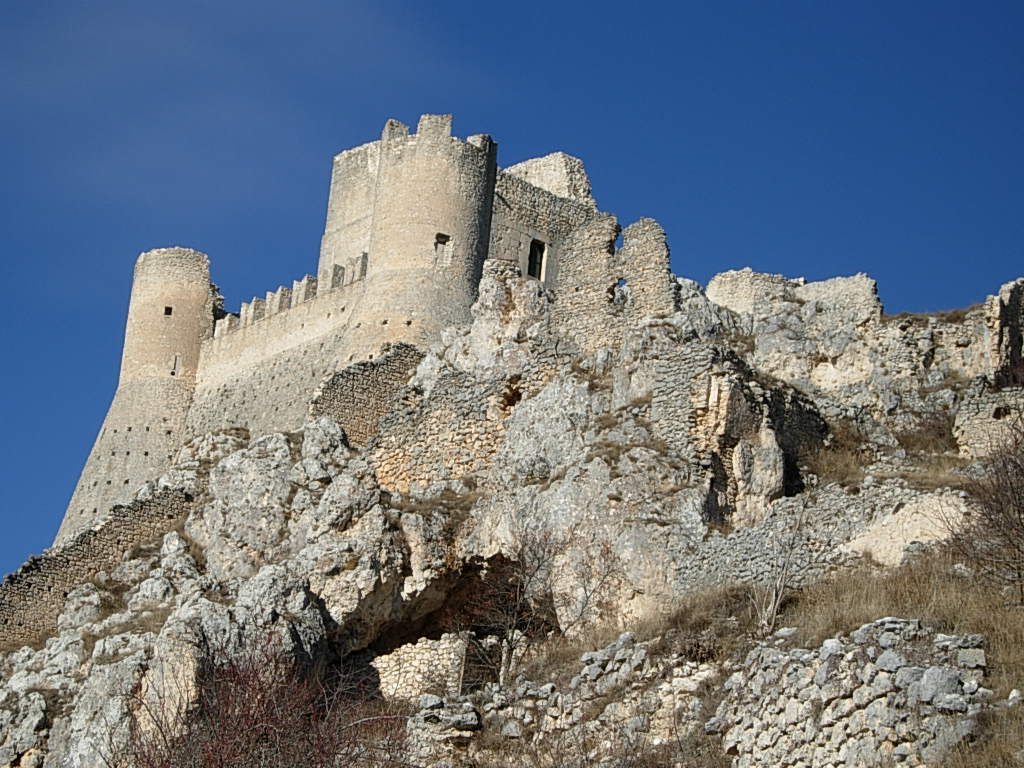
Вид замка снизу
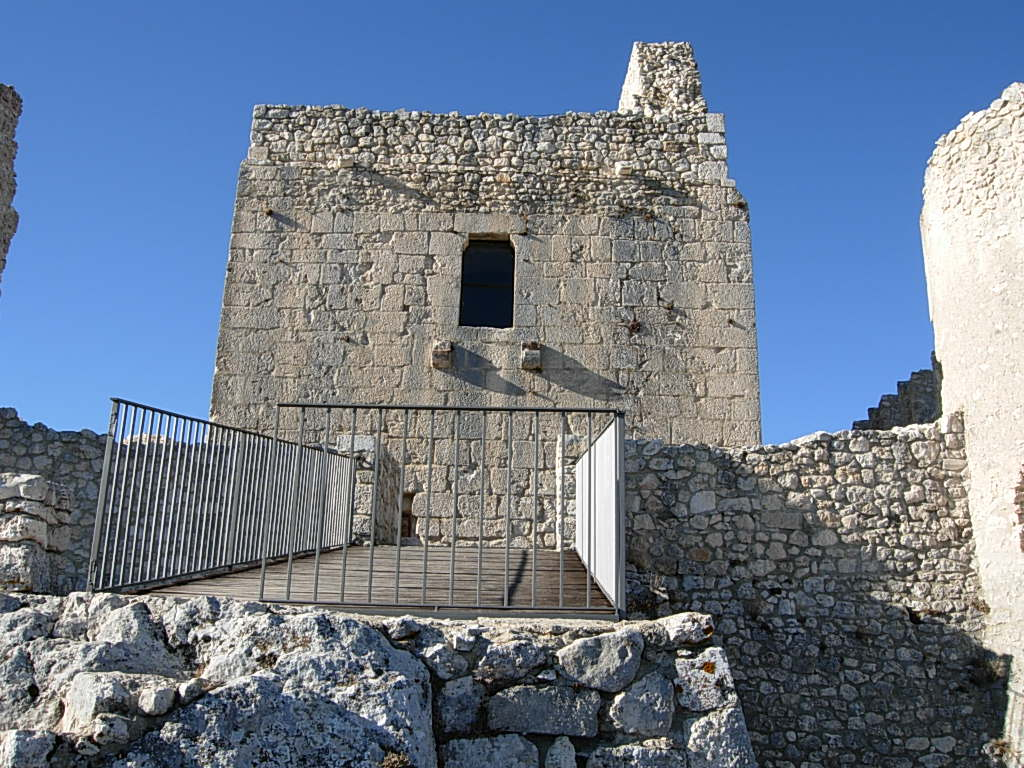
Мост, ведущий в замок
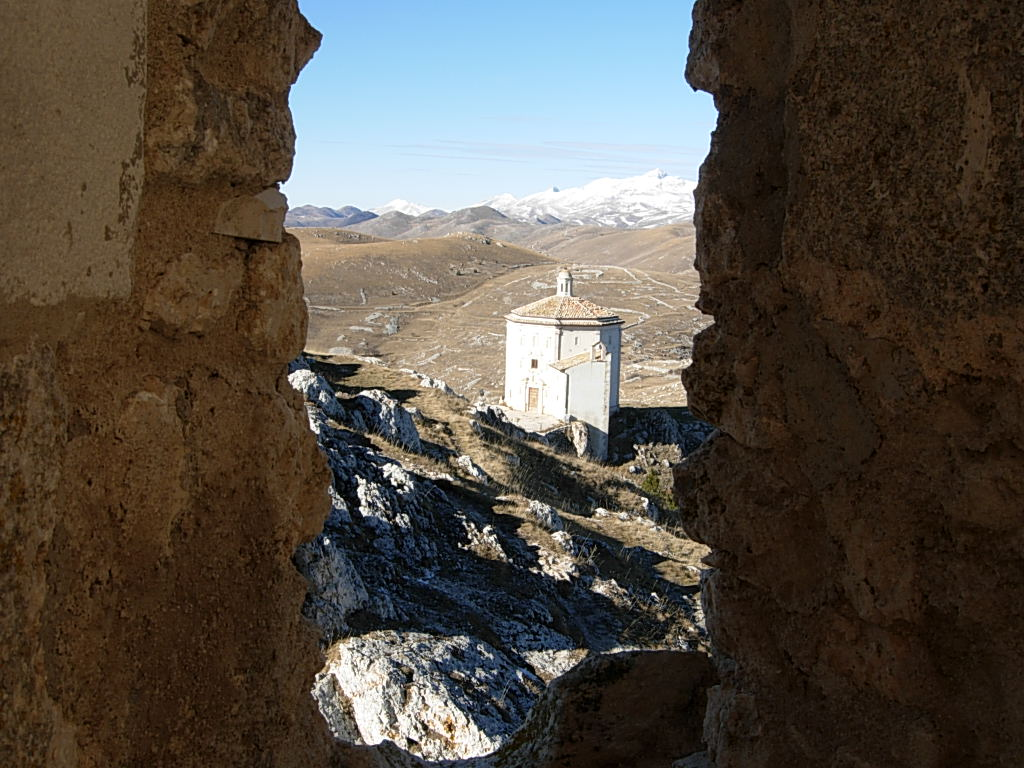
Часовня у стен замка